# C'è un Popolo come Questo
C'è un popolo come questo (in bulgaro Има такъв народ?, Ima takăv narod, in sigla ИТН, ITN), tradotto anche come C'è un tale popolo o C'è un popolo così, è un partito politico bulgaro, populista e anti-corruzione, fondato dal cantante e conduttore televisivo Slavi Trifonov. Autodescritto come un "prodotto politico", il partito prende il nome da uno degli album musicali di Slavi Trifonov.

## Storia
Trifonov aveva inizialmente tentato di creare un partito con il nome di "Non esiste uno stato come questo" (in bulgaro Няма такава държава?, Njama takava dăržava), ma la candidatura venne rifiutata, costringendolo quindi a cambiare il nome in "C'è un popolo come questo".
Nelle elezioni dell'aprile 2021, le prime a cui il partito partecipò, si piazzò secondo dopo GERB. Dopo i tentativi falliti di GERB di formare una coalizione di governo, ITN ricevette il mandato, secondo la Costituzione bulgara, di formare un esecutivo, ma il rifiuto di quest'ultimo di allearsi con altri partiti per formare una coalizione di governo portò ad elezioni anticipate.
Alle elezioni del luglio 2021 ITN superò GERB ottenendo il maggior numero di voti e la maggioranza relativa all'Assemblea nazionale. ITN avanzò due candidature all'incarico di Primo ministro e propose un governo monocolore, che non ottenne il consenso di nessuno degli altri partiti. Lo stallo politico portò una seconda volta ad elezioni anticipate.
Alle elezioni del novembre 2021 ITN registrò un forte calo, passando da essere primo a quinto partito. ITN entrò in una coalizione di governo con Continuiamo il Cambiamento, il Partito Socialista Bulgaro e Bulgaria Democratica, ottenendo quattro ministri. L'8 giugno 2022, ITN ritirò il proprio sostegno al governo Petkov, sfiduciandolo all'Assemblea nazionale. Di conseguenza, passò all'opposizione, perdendo sei deputati.
Alle elezioni del 2022, registra un ulteriore calo e non supera la soglia di sbarramento, tornando tuttavia con 11 di seggi alle elezioni del 2023, e ottenendo 16 seggi alle successive elezioni del 2024.

## Obiettivi politici
- Passare da un sistema elettorale proporzionale a un sistema a due turni basato su collegi elettorali
- Dimezzare il numero dei membri dell'Assemblea nazionale (da 240 a 120)
- Consentire il voto elettronico a distanza nelle elezioni e implementare strumenti di e-government
- Voto obbligatorio
- Introduzione di alcuni aspetti di democrazia diretta, comprese le elezioni dirette di: direttori delle direzioni regionali e capi dei dipartimenti regionali del Ministero dell'Interno, del procuratore generale e del difensore civico
- Integrazione rafforzata con l'Unione Europea

## Risultati elettorali
| Elezioni                | Voti    | %     | Seggi    | Schieramento                    |
| ----------------------- | ------- | ----- | -------- | ------------------------------- |
| Parlamentari 2021 (I)   | 564.989 | 17,36 | 51 / 240 | Appoggio esterno                |
| Parlamentari 2021 (II)  | 657.824 | 24,08 | 65 / 240 | Appoggio esterno                |
| Parlamentari 2021 (III) | 247.586 | 9,40  | 25 / 240 | Maggioranza (fino all’8 giugno) |
| Parlamentari 2022       | 96.065  | 3,70  | 0 / 240  | Extraparlamentare               |
| Parlamentari 2023       | 103.965 | 4,12  | 11 / 240 | Opposizione Maggioranza         |
| Parlamentari 2024 I     | 127.986 | 5,96  | 16 / 240 | Maggioranza                     |
| Parlamentari 2024 II    | 165.160 | 6,78  | 18 / 240 | Maggioranza                     |

Europee:
| Elezioni     | Voti    | %    | Seggi  |
| ------------ | ------- | ---- | ------ |
| Europee 2024 | 121.572 | 6,04 | 1 / 17 |